# Serinchamps
Serinchamps (valonă Stintchamp) este o localitate din comuna Ciney, în Valonia, Belgia. Până în 1977 Serinchamps era o comună separată, după această dată fiind înglobată in comuna Chiney teritoriul fiind organizat ca o secțiune a noii comune. De aceasta mai depind și localitățile Haversin, Haid și Les Basses.

## Localități înfrățite
Localitatea Haversin este înfrățită cu localitatea Sibret din comuna Vaux-sur-Sûre, Provincia belgiană Luxemburg.